# آنکارانابو نورد
آنکارانابو نورد (به لاتین: Ankaranabo Nord) یک منطقهٔ مسکونی در ماداگاسکار است که در ناحیه بکیلی واقع شده‌است. آنکارانابو نورد ۵٬۰۰۰ نفر جمعیت دارد و ۴۱۱ متر بالاتر از سطح دریا واقع شده‌است.